# Довіреність
Не плутати з дорученням.
Дові́реність — письмове уповноваження, що видається однією особою іншій для представництва перед третіми особами.

#### Разова довіреність
Разова довіреність видається для вчинення однієї конкретної угоди або іншої юридичної дії (наприклад, довіреність на отримання зарплати, на підписання певного договору).

#### Генеральна довіреність
Генеральна довіреність видається на вчинення широкого кола угод та юридичних дій (наприклад, генеральною є довіреність, яка видається керівникові філії юридичної особи).

#### Спеціальна довіреність
Спеціальна довіреність видається представникові на здійснення багатьох однорідних юридичних дій. До спеціальних можна віднести довіреність на представництво у суді, довіреність, яка видається інтрокспедиторові на отримання вантажів від залізниці.

#### Форми довіреності
Довіреність має бути складена у письмовій формі, про це свідчить саме визначення довіреності, яке міститься в ст. 244 ЦК України. У деяких випадках ставиться вимога, щоб довіреність була не просто письмовою, але й посвідченою нотаріусом. Довіреність на укладення угод, що потребують нотаріальної форми (наприклад, довіреність на купівлю-продаж будинку), а також на вчинення дій щодо державних, кооперативних та інших громадських організацій має бути нотаріально посвідчена, за винятком випадків, передбачених законодавством (ч. 1 ст. 245 ЦК України). Довіреність, за якою повноваження передаються у порядку передоручення, також має бути нотаріально посвідчена (ч. 2 ст. 245 ЦК України).
Відповідно до ч. 3 ст. 245 ЦК України до нотаріально посвідчених довіреностей прирівнюються: довіреності військовослужбовців та інших осіб, які перебувають на лікуванні в госпіталях, санаторіях та інших військово-лікувальних закладах, посвідчені начальниками, їх заступниками з медичної частини, старшими і черговими лікарями цих госпіталів, санаторіїв та інших військово-лікувальних закладів; довіреності військовослужбовців, а в пунктах дислокації військових частин, з'єднань, установ і військово-навчальних закладів, де немає державних нотаріальних контор та інших органів, що вчиняють нотаріальні дії, також довіреності робітників і службовців, членів їх сімей і членів сімей військовослужбовців, посвідчені командирами (начальниками) цих частин, з'єднань, установ та закладів; довіреності осіб, які перебувають у місцях позбавлення волі, посвідчені начальниками місць позбавлення волі.
Довіреність на одержання заробітної плати та інших платежів, пов'язаних з трудовими відносинами, на одержання винагороди авторів і винахідників, пенсій, допомог і стипендій, грошей з ощадних кас, а також на одержання кореспонденції, у тому числі грошової і посилкової, може бути посвідчена організацією, в якій довіритель працює або навчається, організацією за місцем його проживання, також адміністрацією стаціонарного лікувально-профілактичного закладу, в якому він перебуває на лікуванні (ч. 4 ст. 245 ЦК України).
Довіреності організацій, крім тих, що видаються у порядку передоручення, нотаріального посвідчення не вимагають (ст. 246 ЦК України). Вони видаються за підписом її керівника (в кооперативних і в громадських організаціях — за підписом осіб, уповноважених на це статутом) з прикладенням печатки цієї організації, а довіреності на одержання чи видачу грошей та інших майнових цінностей підписуються також головним (старшим) бухгалтером цієї організації.
Законодавство передбачає наявність у довіреності обов'язкових реквізитів. Таким обов'язковим реквізитом є дата її вчинення. Відсутність у довіреності дати вчинення робить її недійсною. Іншим обов'язковим реквізитом є підпис довірителя, а для довіреності, яка видається від імені юридичної особи — прикладення печатки цієї юридичної особи.

#### Строкдовіреності
Строк довіреності встановлюється у довіреності. Якщо строк у довіреності не встановлений, вона зберігає чинність до припинення її дії.
Строк довіреності, виданої в порядку передоручення, не може перевищувати строку основної довіреності, на підставі якої вона видана.
Довіреність, у якій не вказана дата її вчинення, є недійсною.

#### Передовіра
Особа, якій видана довіреність, повинна особисто вчиняти ті дії, на які вона уповноважена. Вона може передоручити їх вчинення іншій особі, якщо уповноважена на це довіреністю або примушена до цього обставинами для охорони інтересів особи, яка видала довіреність. Передоручення оформляється нотаріально посвідченою довіреністю. Строк дії такої довіреності не може перевищувати строку дії основної довіреності, на підставі якої її видано. Особа, яка передала повноваження іншій особі, має сповістити про це того, хто видав довіреність, і подати йому необхідні відомості про особу, якій передано повноваження. Невиконання цього обов'язку покладає на особу, що передала повноваження, відповідальність за дії особи, якій вона передала повноваження, як за свої власні (ст. 240 ЦК України).

#### Припинення довіреності
Чинність довіреності припиняється внаслідок:
1. закінчення її строку;
2. відмови особи, якій видано довіреність;
3. припинення юридичної особи, від імені якої видано довіреність;
4. припинення юридичної особи, на ім'я якої видано довіреність;
5. смерті громадянина, який видав довіреність, визнання громадянина недієздатним, обмежено дієздатним або безвісно відсутнім;
6. смерті громадянина, якому видано довіреність, визнання громадянина недієздатним, обмежено дієздатним або безвісно відсутнім.

Особа, яка видала довіреність, має право в будь-який час її скасувати, а особа, якій довіреність видано, може відмовитися від неї, що теж призводить до припинення дії довіреності. Угода про відмову від цього права недійсна. З припиненням довіреності втрачає силу передоручення (ст. 248 ЦК України).
Особа, яка видала довіреність, зобов'язана сповістити про її скасування особу, якій довіреність видано, а також відомих їй третіх осіб, для представництва перед якими видано довіреність. Такий же обов'язок покладається на правонаступників особи, що видала довіреність, а у разі визнання особи, яка видала довіреність, недієздатною чи обмежено дієздатною такий обов'язок покладається на опікуна або піклувальника.
Права та обов'язки, що виникли внаслідок дій особи, якій видано довіреність до того, як ця особа дізналася або повинна була дізнатися про її припинення, зберігають силу для того, хто видав довіреність, і його правонаступників щодо третіх осіб. Це правило не застосовується, якщо третя особа знала або повинна була знати, що дія довіреності припинилася.
При припиненні довіреності особа, якій її видано, або її правонаступники повинні негайно повернути довіреність (ст. 249 ЦК України).